# Amblyceps arunchalensis
Amblyceps arunchalensis är en fiskart som beskrevs av Nath och Dey, 1989. Amblyceps arunchalensis ingår i släktet Amblyceps och familjen Amblycipitidae. IUCN kategoriserar arten globalt som starkt hotad. Inga underarter finns listade i Catalogue of Life.